# Kapuzinerkloster St. Anna Burghausen

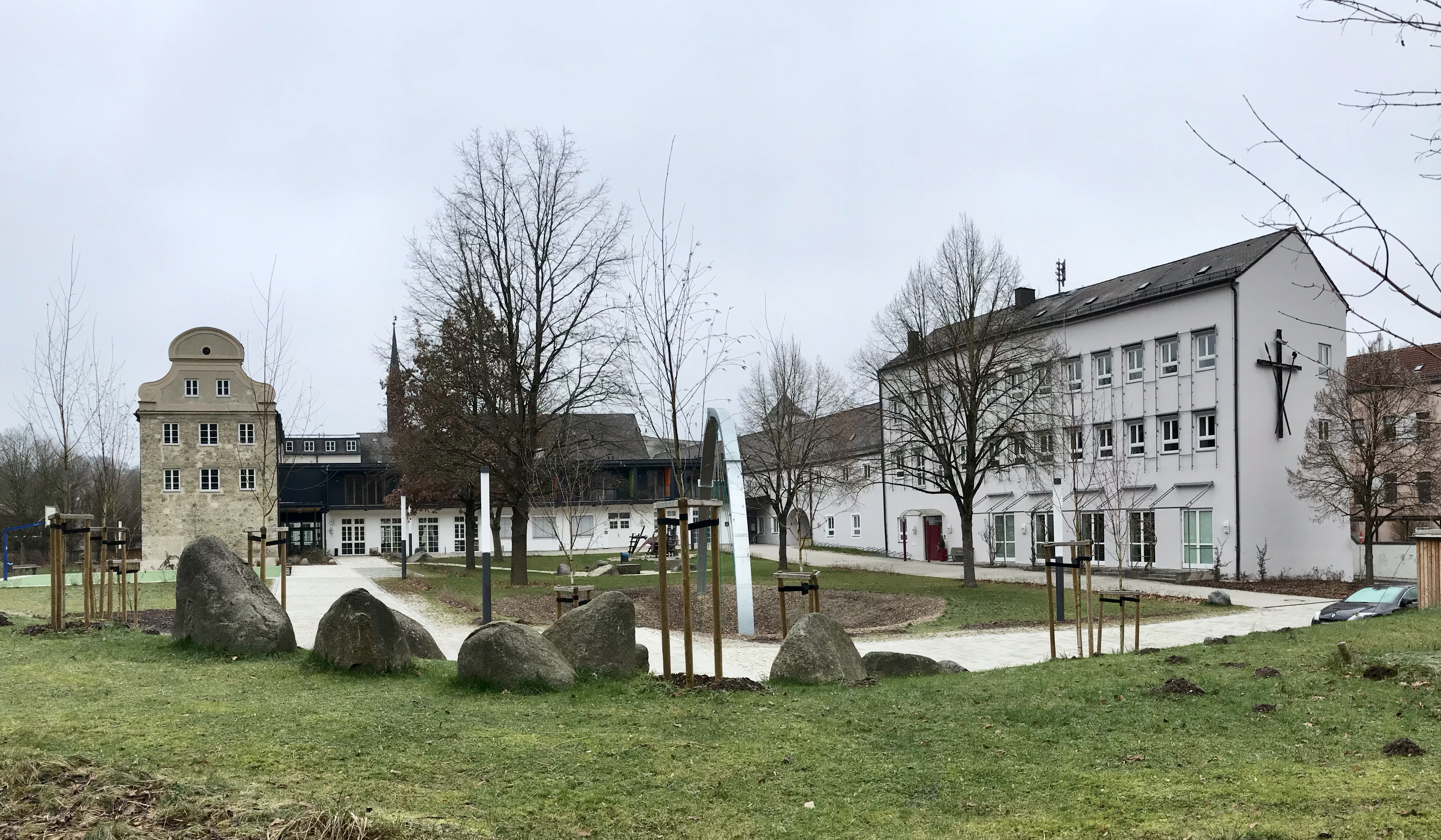
Das ehemalige Kapuzinerkloster St. Anna

Das ehemalige Kapuzinerkloster St. Anna war ein Kloster der Kapuziner in Burghausen. Es beherbergte auch das ehemalige Studienseminar St. Konrad. Es wird jetzt als Städtische Musikschule und Jugendherberge genutzt.

## Geschichte
Im Jahr 1618 kam auf Anregung von Kurfürst Maximilian der Bettelorden der Kapuziner in die Stadt Burghausen. 1649 betreute der Orden nach Ende des Dreißigjährigen Kriegs Pestkranke in der Stadt. Der Konvent wurde aber erst 1654 errichtet. 1754 beging das Kapuzinerkloster feierlich den hundertsten Jahrestag des Bestehens. Das Kapuzinerkloster wurde zu Anfang des Jahres 1802 säkularisiert, das heißt zum Staatseigentum erklärt. Es bestand aber als Zentralkloster des Kapuzinerordens weiter und überlebte so die Säkularisation in Bayern. Der heilige Bruder Konrad wirkte hier 1851 als Novize. Am 13. Juli 1877 starb Bischof Wilhelm Emmanuel von Ketteler im Kloster. Seit 1892 war das Kloster auch Seminar für Ordenspriesternachwuchs. Die Schüler besuchten das Kurfürst-Maximilian-Gymnasium in der Altstadt. Die Auflösung von Kloster und Seminar erfolgte wegen Nachwuchsmangels im Jahr 1994. 2010 wurden Missbrauchsvorwürfe gegen einen früheren Seminardirektor öffentlich diskutiert. Die Übergriffe sollen sich im Schuljahr 1984/85 zugetragen haben.

## Konvent- und Seminarbau
Der ehemalige Konventbau (jetzt Musikschule) ist ein eineinhalbgeschossiger Flügelbau längs der Kapuzinergasse, wohl 17. Jahrhundert, mit späteren Überformungen. Über dem Eingang befindet sich ein Epitaph für Bischof Freiherr von Ketteler, gesetzt 1927. Der ehemalige Seminarbau (Südwestflügel), jetzt Jugendherberge, ist ein unverputzter Tuffquaderbau mit neubarockem Ziergiebel, dieser von 1923/24. Westlich anschließend ein dreigeschossiger Bau mit Mansarddach und eine kleine Kapelle am Südostrand des Seminargartens. Diese mit Lärchenschindelummantelung, im 19. Jahrhundert erneuert, restauriert 1977. Die ehemalige Klostermauer dient als südliche und westliche Begrenzung des Klostergartens.

## Kirche St. Anna

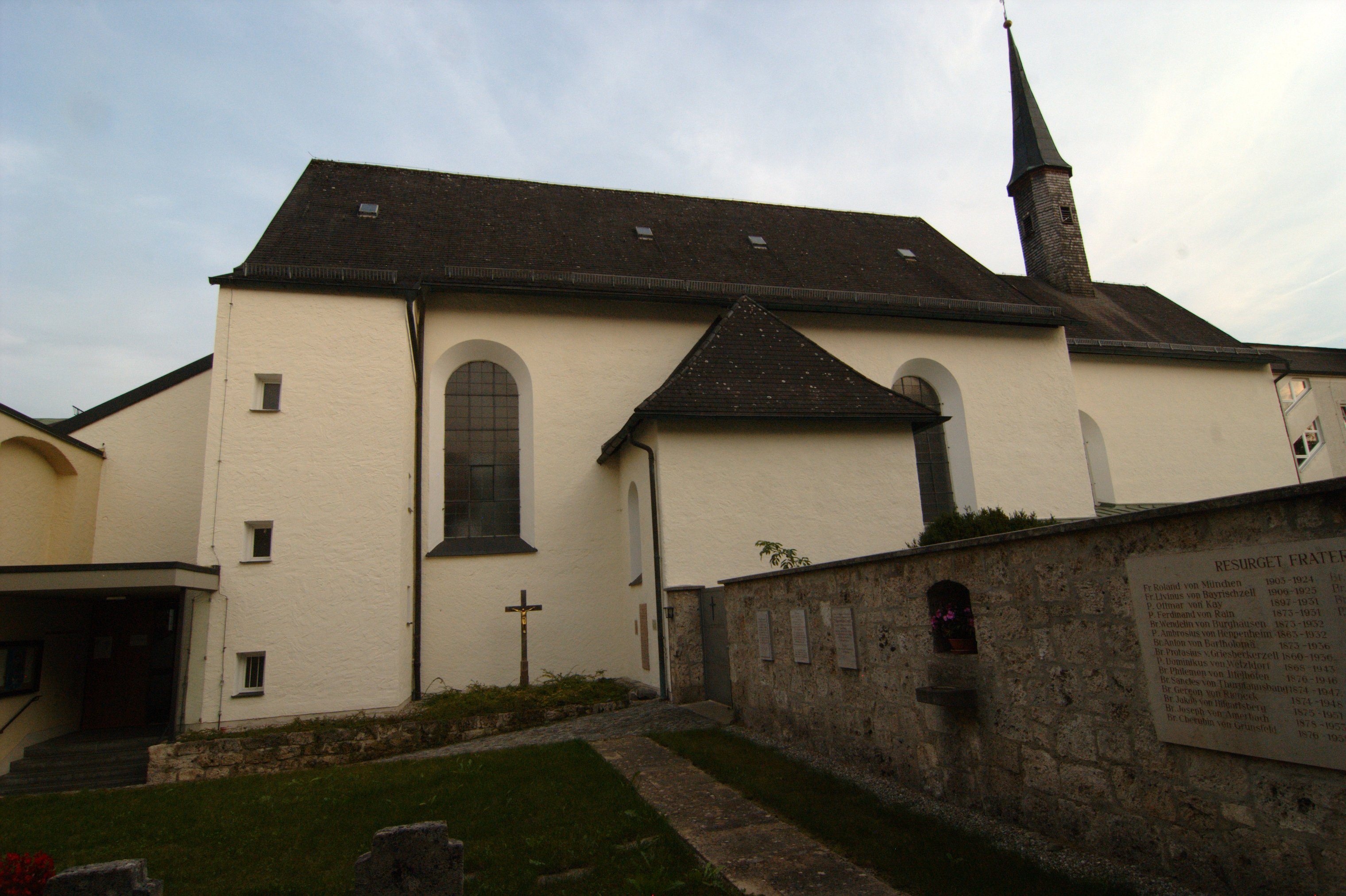
Kirche St. Anna

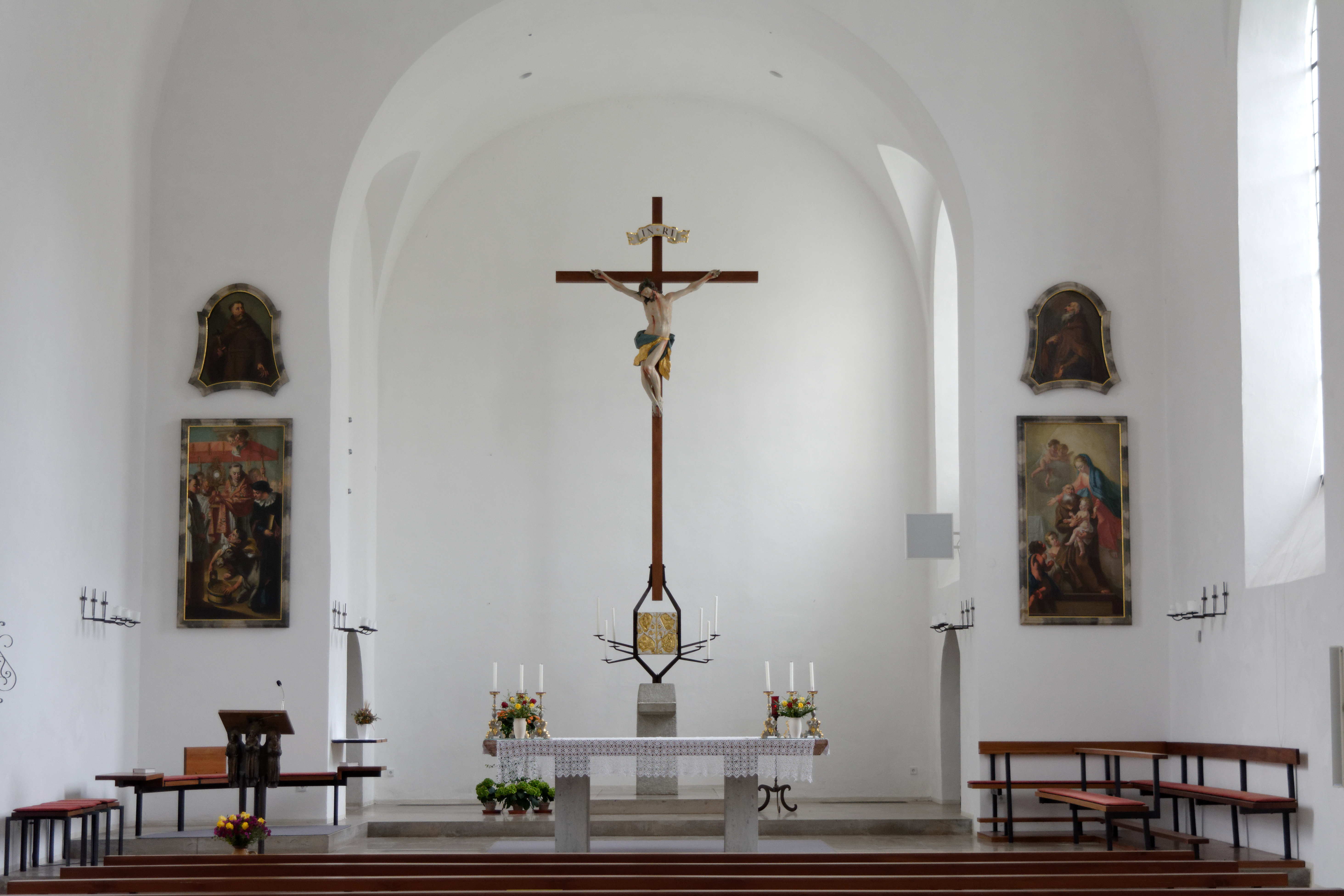
Altarraum der Kirche St. Anna

Die Kapuzinerkirche St. Anna, im Jahr 1656 von dem Münchner Kapuziner Nikolaus errichtet, ist ein tonnengewölbter Saalbau von großer Schlichtheit. Die Kirche wurde um 1865 neuromanisch umgestaltet und 1965–1967 nach den Plänen von Karl-Heinz Limpert (Burghausen) und Toni Rückel (München) purifiziert und neugestaltet. Das große Kruzifix im Chor wurde von Johann Georg Lindt geschaffen. Der Tabernakel, aus Bronze, vergoldet, zeigt vorne symbolische Figuren und auf der Rückseite die Stigmatisation des hl. Franziskus. Am Ambo von Toni Rückel sind die Heiligen Fidelis, Franziskus und Bruder Konrad dargestellt. Für den Altar wurde die 300 Jahre alte Rotmarmorplatte des früheren Barockaltares verwendet. An den Wänden finden sich zwei ehemalige Seitenaltarbilder von Johann Nepomuk della Croce aus dem Jahr 1781, welche den hl. Antonius mit Esel und den hl. Felix von Cantalice zeigen. Darüber die Ordensheiligen Laurentius von Brindisi und Seraphin von Montegranaro. Eine Marmorplatte an der Wand erinnert an einen Pater Pacificus aus München, der 1648 aus dem Kloster Braunau hierher kam und als Seelsorger und Pfleger der Pestkranken sein Leben verlor. Von südlich anschließend befindet sich die Seminarkapelle und der Friedhof mit Gedenktafel aus Rotmarmor für die verstorbenen Kapuzinerpatres der ersten Hälfte des 19. Jahrhunderts. Die durch eine kleine Türe zugängliche Nebenkapelle ist dem hl. Bruder Konrad geweiht. Die Schmerzhafte Muttergottes unter der Empore aus der ersten Hälfte des 18. Jahrhunderts ist vermutlich von Johann Jakob Schnabel.